# Анрі де Кастр
Анрі де Ла Круа де Кастр (фр. Henri de La Croix de Castries, відомий як Анрі де Кастр, фр. Henri de Castries; (народився 15 серпня 1954 в Байонні) — французький підприємець, голова та головний виконавчий директор страхової групи Axa з травня 2000 року по 31 серпня 2016 року.